# Vassy, Calvados
Vassy är en kommun i departementet Calvados i regionen Normandie i norra Frankrike. Kommunen ligger i kantonen Vassy som ligger i arrondissementet Vire. År 2018 hade Vassy 1 728 invånare.

## Befolkningsutveckling
Antalet invånare i kommunen Vassy
Referens:INSEE